# Aldicarbe
L'aldicarbe est une substance active appartenant à la famille chimique des carbamates et présentant un effet insecticide et nématicide.

## Réglementation
Sur le plan de la réglementation des produits phytopharmaceutiques :
- pour l’Union européenne : cette substance active est interdite par la directive 2003/199/CE, à la suite de l'examen relatif à l'inscription à l’annexe I de la directive 91/414/CEE ;
- pour la France : cette substance active n'est pas autorisée dans la composition de préparations bénéficiant d’une autorisation de mise sur le marché. Un délai dérogatoire est toutefois accordé à la France par l'Union Européenne pour des usages sur vigne et betteraves à sucre. Selon l'avis paru au Journal Officiel du 18 avril 2003, cette dérogation s'applique :
  - au produit Cardinal, à base d'aldicarbe et de fipronil, pour des utilisations sur betterave,
  - au produit Témik 10 G, à base d'aldicarbe, pour des utilisations sur betterave et vigne,
  - avec une interdiction à la vente après le 30 avril 2007,
  - avec une interdiction à l'utilisation après le 31 décembre 2007.

## Caractéristiques physico-chimiques
Les caractéristiques physico-chimiques dont l'ordre de grandeur est indiqué ci-après, influencent les risques de transfert de cette substance active vers les eaux et le risque de pollution des eaux :
- hydrolyse à pH 7 : instable ;
- solubilité : 6 000 mg·l-1 ;
- coefficient de partage carbone organique-eau : 30 cm3·g-1. Ce paramètre, noté Koc, représente le potentiel de rétention de cette substance active sur la matière organique du sol. La mobilité de la matière active est réduite par son absorption sur les particules du sol ;
- durée de demi-vie : 30 jours. Ce paramètre, noté DT50, représente le potentiel de dégradation de cette substance active et sa vitesse de dégradation dans le sol ;
- coefficient de partage octanol-eau : 1,15. Ce paramètre, noté log Kow ou log P, mesure l’hydrophilie (valeurs faibles) ou la lipophilie (valeurs fortes) de la substance active.

## Écotoxicologie
Sur le plan de l’écotoxicologie, les concentrations létales 50 (CL50) dont l'ordre de grandeur est indiqué ci-après, sont observées :
- CL50 sur poissons : 0,145 mg·l-1 ;
- CL50 sur daphnies : 0,41 mg·l-1 ;
- CL50 sur algues : 42,4 mg·l-1.

Cette molécule et son métabolite le plus toxique (Sulfoxyde d'aldicarbe) peuvent être absorbés et lentement métabolisés et dégradés par certains champignons .

## Toxicité pour l’homme
Sur le plan de la toxicité pour l’Homme, la dose journalière acceptable (DJA) est de l’ordre de : 0,001 mg·kg-1·j-1. Ce produit fait partie de la liste EPA des substances extrêmement dangereuses.

## Pollutions accidentelles
- Dimanche 26 juin 2006, un incendie se déclare (à 19 heures) dans l'usine SBM, classée Seveso 2, produisant des pesticides, dans le quartier de LaDevèze à Béziers (Hérault]. 2 000 tonnes d'aldicarbe auraient brûlé pendant 11 jours sur ce site[6].